# 亚历山大·波斯克廖贝舍夫

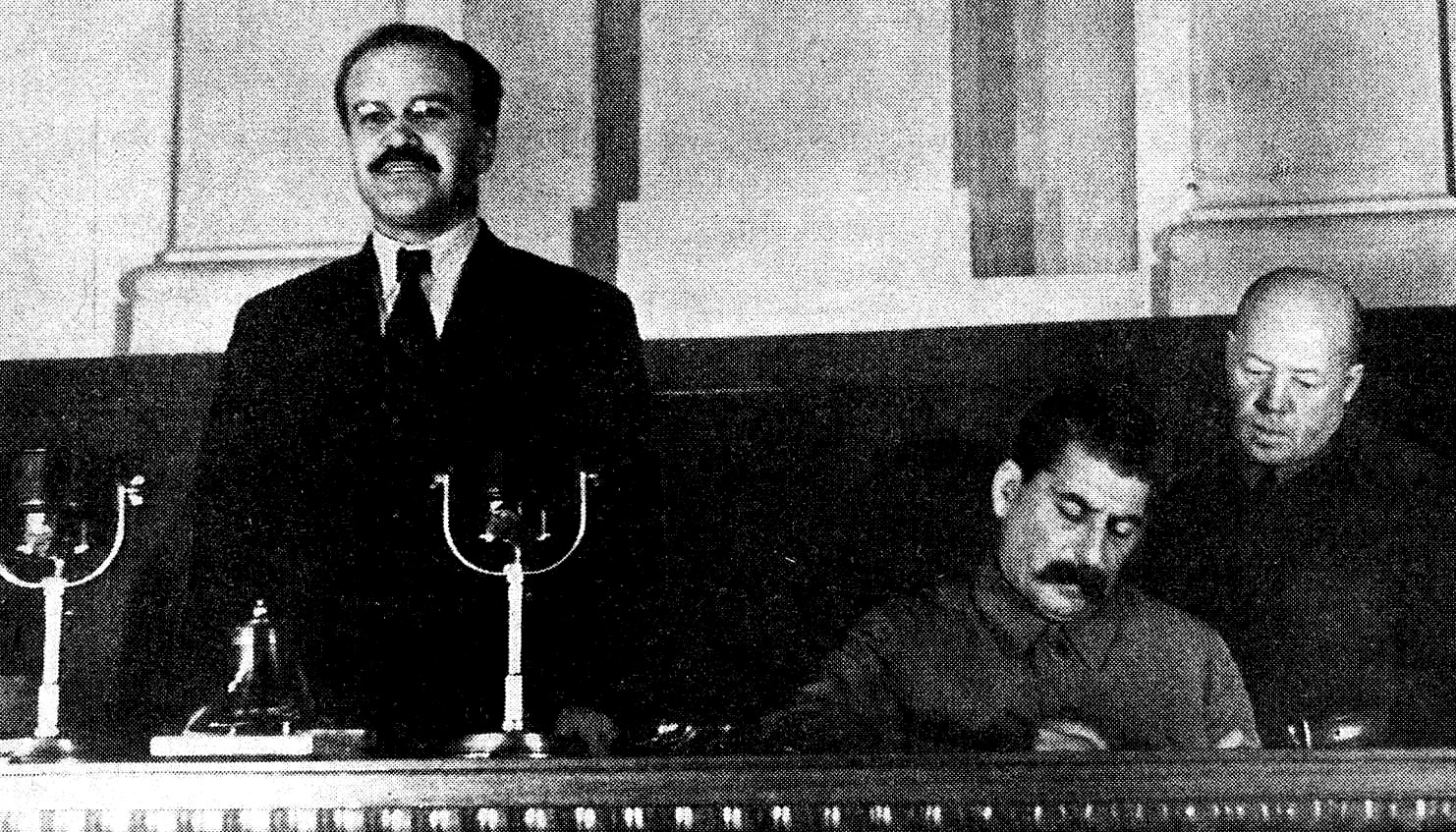
莫洛托夫（左）、斯大林（中）和波斯克廖贝舍夫（右）

亚历山大·尼古拉耶维奇·波斯克廖贝舍夫（俄语：Александр Николаевич Поскрёбышев；1891年8月7日—1965年1月3日），苏联政治人物。
波斯克廖贝舍夫出生在维亚特卡（今基洛夫州基洛夫），是鞋匠的儿子。1917年，加入俄国社会民主工党，成为该党的干部。
1924年，他进入克里姆林宫，与斯大林共事。1928年，他成为苏联共产党中央委员会特别科科长，相当于斯大林的私人秘书。他也是斯大林最为信任的人物之一。
1952年，他受到医生案件的影响，在拉夫连季·贝利亚的压力下被迫退休。随后，他被指控为维克多·阿巴库莫夫阴谋集团的成员之一。斯大林死后不久，他就被逮捕入狱。贝利亚被捕处决后，他获得平反并被释放，得以进入苏联共产党中央政治局。然而在1956年的苏联共产党第二十次代表大会上，他被赫鲁晓夫告发，被迫再次退休。1965年于莫斯科逝世。